# Diazol
Diazol se odnosi na bilo koji od dva izomerna hemijska jedinjenja sa molekulskom formulom , koja imaju petočlani prsten koji se sastoji od tri atoma ugljenika i dva atoma azota.
Dva izomera su:
- Imidazol (1,3-diazol)
- Pirazol  (1,2-diazol)